# Weißbecher
Die Weißbecher (Nierembergia) sind eine Pflanzengattung in der Familie der Nachtschattengewächse (Solanaceae). Die meisten der etwa 23 Arten gedeihen in westlichen und südlichen Gebieten Südamerikas, eine Art kommt ausschließlich in Mexiko vor.

## Beschreibung

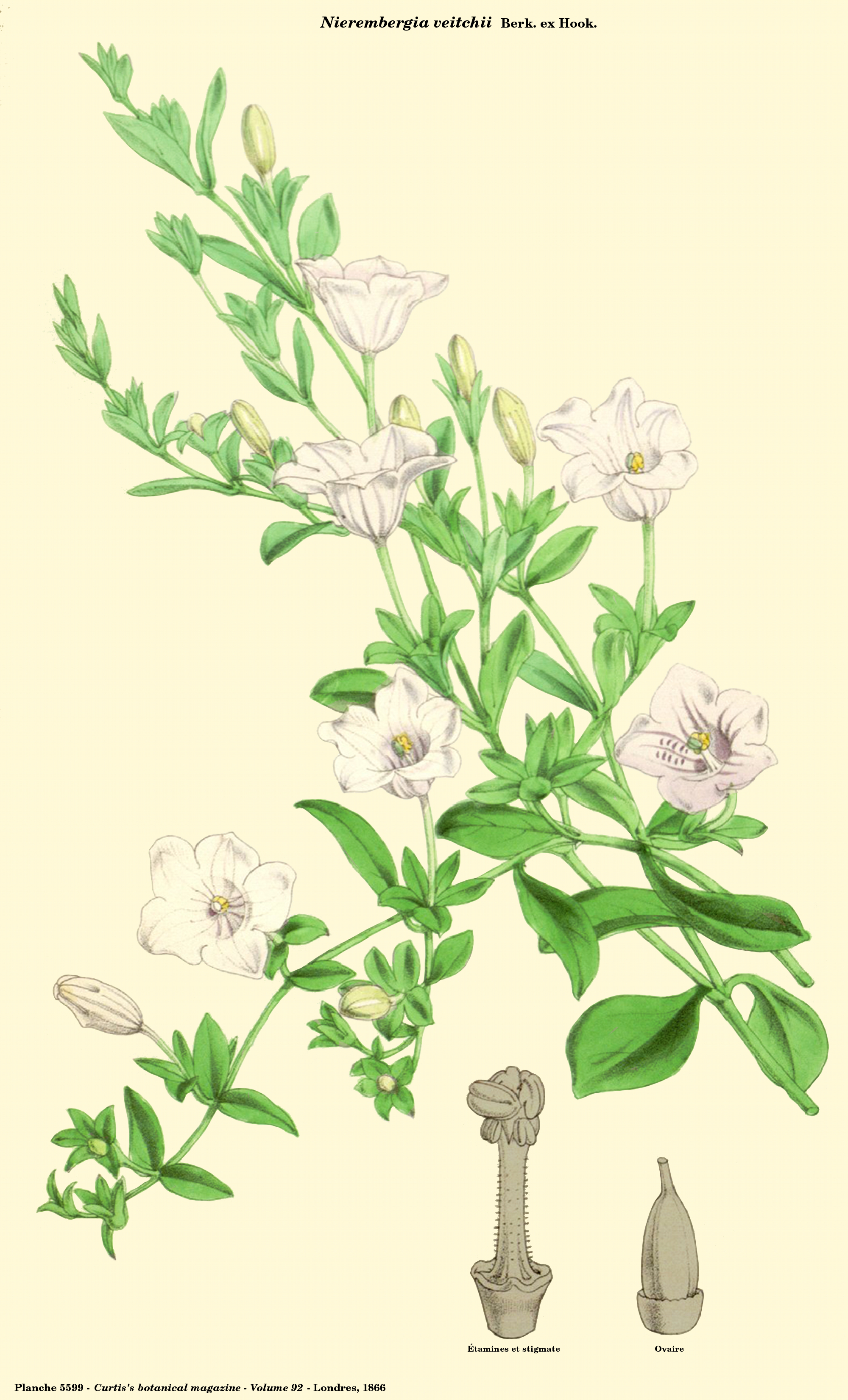
Illustration aus Curtis Botanical Magazin von Nierembergia veitchii

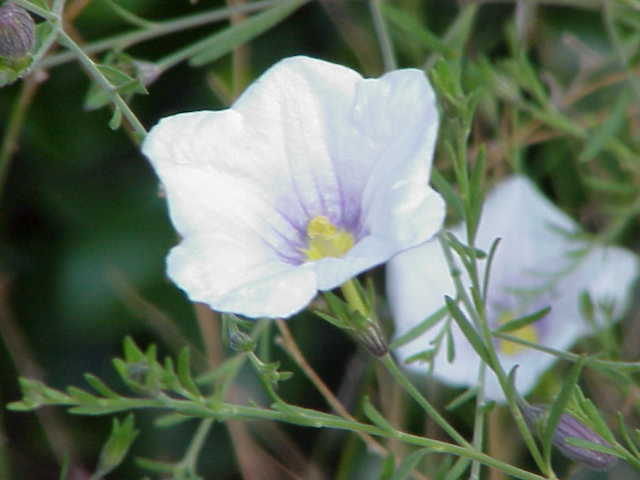
Blüte des Strauch-Weißbecher (Nierembergia scoparia)

### Vegetative Merkmale
Die Arten der Gattung Nierembergia sind meist aufrecht, niedergebeugt oder niederliegend wachsende, krautige Pflanzen mit Wuchshöhen von meist 20 bis 40 (5 bis 60) cm. Gelegentlich bilden sie Rhizome, die in einigen Arten knollige Knoten aufweisen. Nur wenige Nierembergia-Arten sind Sträucher mit Wuchshöhen von 0,2 bis 2 m. Die Endodermis weist Casparische Streifen auf, eine stärkehaltige Scheide ist nicht vorhanden.
Die Laubblätter sind sitzend oder 2 bis 4 mm lang gestielt. Die Blattspreiten sind bei einer Länge von 8 bis 65 (selten auch nur 3) mm sowie einer Breite von 0,6 bis 4 (selten 0,3 bis 19) mm linealisch, elliptisch, eiförmig, verkehrt-eiförmig oder rund.

### Blütenstände und Blüten
Die Blüten stehen einzeln oder in lockeren, zymösen Blütenständen. Die Blütenstiele sind meist 1 bis 12 mm (0,2 bis 21 mm) lang oder fehlen ganz.
Die zwittrigen Blüten sind fünfzählig mit doppelter Blütenhülle. Der Kelch ist meist 11 bis 18 mm, selten 8 bis 34 mm lang, die Kronröhre ist trichterförmig oder glockenförmig und von zehn längsgerichteten Rippen durchzogen. Die länglichen, dreieckigen, eiförmigen oder linealischen Kelchzipfeln können kürzer oder länger als die Kelchröhre sein und drei bis fünf Adern aufweisen. Die zygomorphe Krone ist tellerförmig, meist 12 bis 30 mm, selten auch 8 bis 70 mm lang. Die fadenförmige Kronröhre erweitert sich abrupt in einen glocken-, trichter- oder becherförmigen Kronsaum, der einen Durchmesser von 14 bis 20 mm (selten auch 6 bis 33 mm) erreicht. An den fünf kurzen und breiten Kronlappen ist das untere Drittel bei den meisten Arten mit kurzen, drüsigen Trichomen besetzt. Diese Drüsenhaare sondern Öle aus, die für besondere Bedeutung für die Bestäubung durch verschiedene Bienen sind.
Alle fünf Staubblätter sind fertil, die Staubfäden sind gelegentlich gleich lang, meist sind jedoch drei kurze und zwei längere Staubfäden ausgebildet, wobei letztere größere Staubbeutel tragen. Die Staubfäden sind leicht drüsig behaart und setzen an der Öffnung der Kronröhre an. Der Umriss der Staubbeutel ist kreisförmig (dann mit einem Durchmesser von 0,6 bis 1,45 mm) oder nierenförmig (und dann 0,65 bis 0,8 × 0,8 bis 1,2 mm groß). Die Theken der Staubbeutel stehen in ihrer unteren Hälfte frei. Die Pollenkörner sind mit 45 bis 70 µm relativ groß, ihre Form weist eine große Variation auf. Sie werden einzeln oder zu Tetraden oder Pollenballen verklebt abgegeben. Nektarien sind nicht vorhanden. Die Narben sind köpfchenförmig-eingedrückt, lappig oder halbmondförmig. Im letzteren Fall umschließen sie oftmals die Staubbeutel mit den langen, verjüngten Enden.

### Früchte und Samen
Die Kapselfrüchte stehen kaum über die Kelchröhre hinaus und enthalten 20 bis 100 Samen. Die relativ kleinen polyedrischen Samen sind 0,9 bis 1,9 × 0,7 bis 1 × 0,7 bis 0,9 mm groß. Die Keimblätter sind etwas länger als der restliche Embryo.

### Chromosomenzahl
Die Chromosomenzahl wurde von mindestens 13 Arten untersucht, die Chromosomengrundzahl lag bei x = 8 oder x = 9. Bei zwei Arten liegen unterschiedliche Ploidiegrade vor.

## Inhaltsstoffe
In Nierembergia linariifolia wurde erstmals der Stoff Pyrrole-3-Carbamidin nachgewiesen, durch den die Pflanze unter anderem für Rinder, Schafe, Ziegen, Pferde und Hasen giftig ist. Drei weitere Glykoside wurden in Nierembergia rigida nachgewiesen.

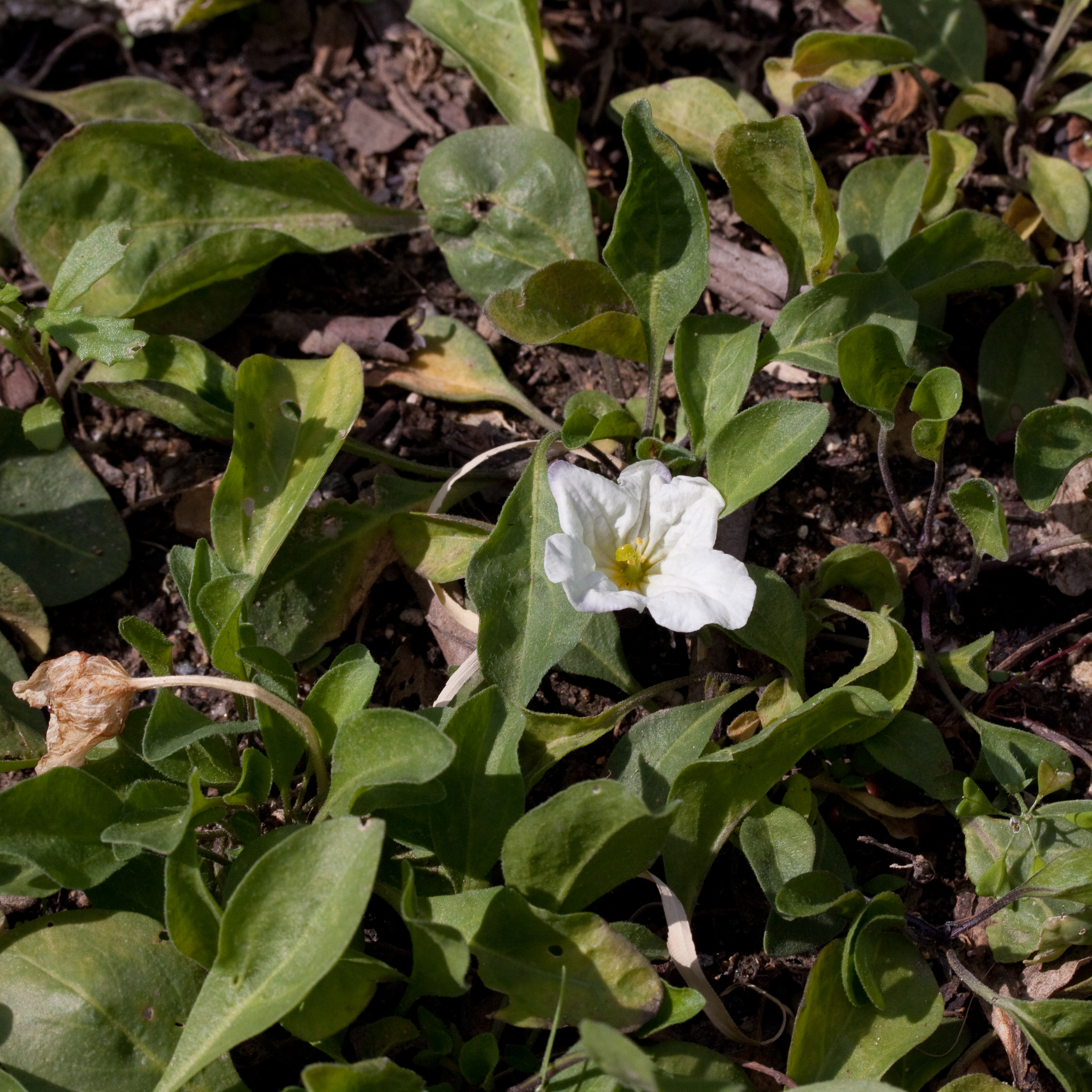
Kriechender Weißbecher (Nierembergia repens)

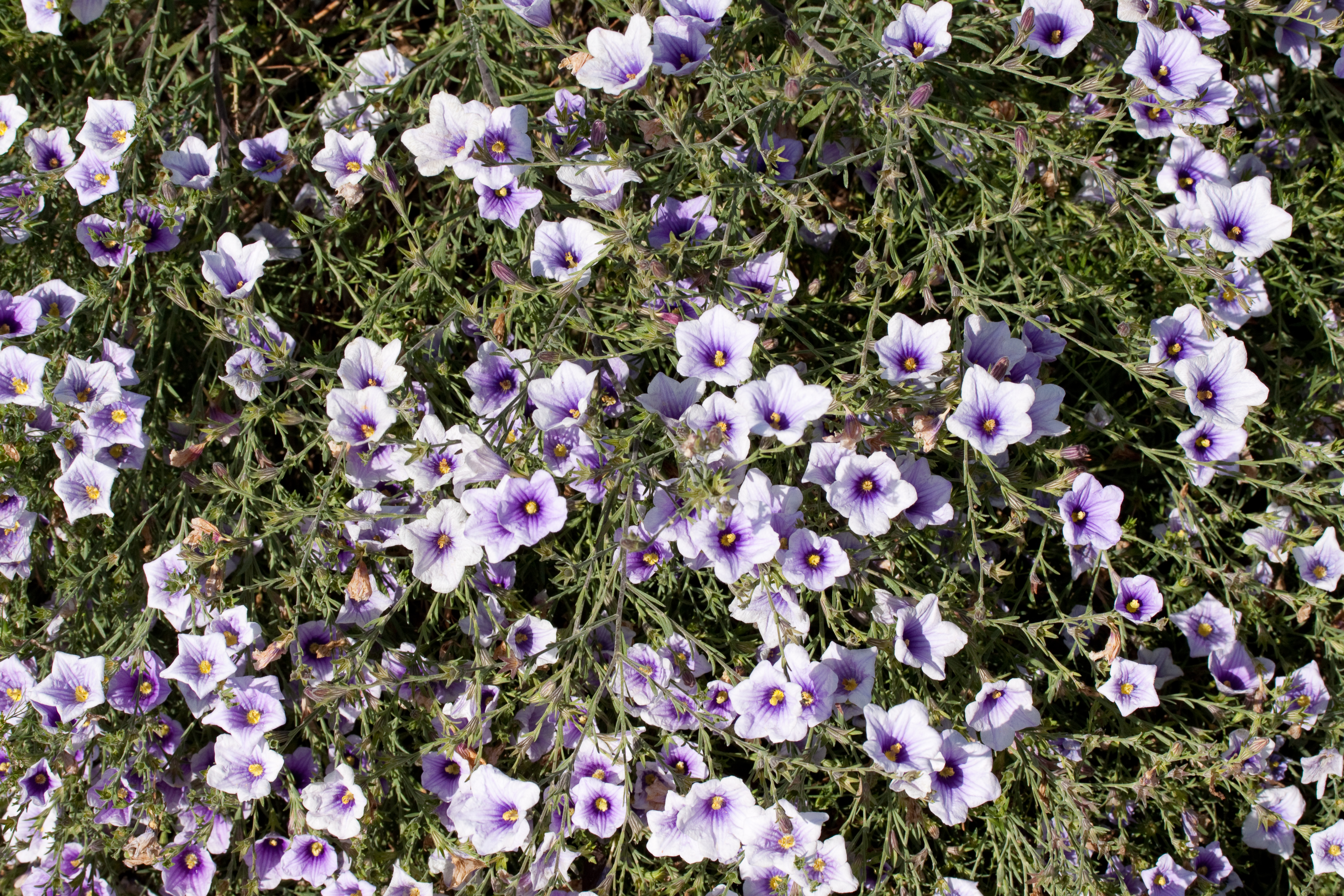
Strauch-Weißbecher (Nierembergia scoparia)

## Systematik und Verbreitung
Die Gattung Nierembergia wurde 1794 durch Hipólito Ruiz Lopez und José Antonio Pavón y Jiménez in Florae Peruvianae, et Chilensis Prodromus, Seite 23 aufgestellt. Der Gattungsname Nierembergia ehrt den spanischen Geistlichen und Naturhistoriker Juan Eusebio Nieremberg (1595–1658). Die Typusart ist Nierembergia repens Ruiz et Pav..
Die meisten Arten der Gattung Nierembergia sind in westlichen und südlichen Gebieten Südamerikas verbreitet, nur  Nierembergia angustifolia wächst ausschließlich in einem vom restlichen Verbreitungsgebiet disjunkten Gebiet in Mexiko. Der Verbreitungsschwerpunkt mit 15 Arten liegt in Argentinien, mit Nierembergia linariifolia erreicht eine Art das nördliche Patagonien.
In der Gattung Nierembergia gibt es etwa 23 Arten (nach Hunziker 1995, 2001 und Ulloa et al. 2018):
- Nierembergia andina Millán: Sie kommt nur in Bolivien vor.[6]
- Nierembergia angustifolia Kunth: Sie kommt nur in Mexiko vor.[6]
- Nierembergia aristata D.Don: Sie kommt vom südlichen Brasilien bis Argentinien vor.[7]
- Nierembergia boliviana Millán: Sie kommt nur in Bolivien vor.[6]
- Nierembergia browallioides Griseb.: Sie kommt vom südlichen Bolivien bis ins nordwestliche Argentinien vor.[7]
- Nierembergia calycina Hook.: Sie kommt vom nordöstlichen Argentinien bis Uruguay vor.[7]
- Nierembergia ericoides Miers: Sie kommt im nördlichen Argentinien vor.[7]
- Nierembergia espinosae Steyerm.: Sie kommt nur in Ecuador vor.[6]
- Nierembergia graveolens A. St.-Hil.: Sie kommt vom nordöstlichen Argentinien bis Uruguay vor.[7]
- Nierembergia hatschbachii A.A.Cocucci & Hunz.: Sie wurde 1993 aus dem südlichen Brasilien erstbeschrieben.[6]
- Schmalblättriger Weißbecher (Nierembergia linariifolia Grah.)
- Nierembergia micrantha Cabrera: Sie kommt vom südlichen Brasilien bis Argentinien vor.[7]
- Nierembergia pinifolia Miers: Sie kommt vom südlichen Brasilien bis Argentinien vor.[7]
- Nierembergia pulchella Miers: Sie ist in Bolivien und im südlichen Teil Südamerikas verbreitet.[6]
- Kriechender Weißbecher (Nierembergia repens Ruiz et Pav.): Er kommt in Uruguay, Chile, Argentinien, Kolumbien, Ecuador und Peru vor.[8]
- Nierembergia rigida Miers: Sie kommt in Argentinien vor.[7]
- Nierembergia riograndensis Hunz. & A.A.Cocucci: Sie wurde 1993 aus Brasilien erstbeschrieben.[6]
- Nierembergia rivularis Miers: Sie ist von Bolivien und Brasilien bis in den südlichen Teil Südamerikas verbreitet.[6]
- Strauch-Weißbecher (Nierembergia scoparia Sendtn.)
- Nierembergia spathulata Kunth: Sie kommt nur in Bolivien vor.[6]
- Nierembergia tandilensis (Kuntze) Cabrera: Sie kommt im nordöstlichen Argentinien vor.[7]
- Nierembergia tucumanensis Millan: Sie kommt im nordwestlichen Argentinien vor.[7]
- Nierembergia veitchii Hook.: Sie kommt in Brasilien und in Argentinien vor.[8]

## Verwendung
Die Arten Nierembergia linariifolia, Nierembergia repens und Nierembergia scoparia sowie möglicherweise ein oder zwei weitere Arten werden als Zierpflanzen verwendet.

## Nachweise